# Собрадинью (Баия)
Собрадинью (порт. Sobradinho)  —  муниципалитет в Бразилии, входит в штат Баия. Составная часть мезорегиона Вали-Сан-Франсискану-да-Баия. Входит в экономико-статистический  микрорегион Жуазейру. Население составляет 21 410 человек на 2006 год. Занимает площадь 1322,661 км². Плотность населения — 16,2 чел./км².

## Статистика
- Валовой внутренний продукт на 2003 год составляет 285 026 056,00 реалов (данные: Бразильский институт географии и статистики).
- Валовой внутренний продукт на душу населения на 2003 год составляет 13 337,05 реалов (данные: Бразильский институт географии и статистики).
- Индекс развития человеческого потенциала на 2000 год составляет 0,684 (данные: Программа развития ООН).

## Важнейшие населенные пункты
| № | Населённый пункт          | Населённый пункт (порт.)   | Категория | Население чел. (2010) | На карте                       |
| - | ------------------------- | -------------------------- | --------- | --------------------- | ------------------------------ |
| 1 | Собрадинью                | Sobradinho                 | город     | 19 979                | 9°28′18″ ю. ш. 40°48′06″ з. д. |
| 2 | Асентаменту-ди-Собрадинью | Assentamento de Sobradinho | поселок   | 340                   | 9°30′06″ ю. ш. 40°47′58″ з. д. |
| 3 | Алгодойнс-Новус           | Algodões Novos             | поселок   | 73                    | 9°30′27″ ю. ш. 40°57′26″ з. д. |